# Newton (condado de Marquette, Wisconsin)
Newton es un pueblo ubicado en el condado de Marquette en el estado estadounidense de Wisconsin. En el Censo de 2010 tenía una población de 547 habitantes y una densidad poblacional de 5,93 personas por km².

## Geografía
Newton se encuentra ubicado en las coordenadas 43°56′51″N 89°25′12″O / 43.94750, -89.42000. Según la Oficina del Censo de los Estados Unidos, Newton tiene una superficie total de 92.26 km², de la cual 91.91 km² corresponden a tierra firme y (0.38%) 0.35 km² es agua.

## Demografía
Según el censo de 2010, había 547 personas residiendo en Newton. La densidad de población era de 5,93 hab./km². De los 547 habitantes, Newton estaba compuesto por el 97.62% blancos, el 0.37% eran afroamericanos, el 0.18% eran amerindios, el 0.55% eran asiáticos, el 0% eran isleños del Pacífico, el 0.91% eran de otras razas y el 0.37% pertenecían a dos o más razas. Del total de la población el 2.01% eran hispanos o latinos de cualquier raza.